# Maldon
Maldon è una cittadina di 15 513 abitanti della contea dell'Essex, in Inghilterra.
Maldon è conosciuta per la presenza nel territorio comunale di saline.

## Chiesa diAll Saints
Nella chiesa di All Saints in Maldon si trova una vetrata interessante. È stata rivelata nel 1928 da un diplomatico americano, e dipinti di San Giorgio, Santa Giovanna di Arco e San Niccolò, quest'ultimo con la Mayflower nella mano.  Dipinti anche gli  stemmi d'Inghilterra, di Scozia, del Galles, degli Stati Uniti e della famiglia Washington, lo sbarco di Cristoforo Colombo, la firma  della Dichiarazione di indipendenza degli Stati Uniti d'America e la Statua della Libertà.  Un antenato di George Washington, Lawrence Washington, è seppellito in questa chiesa.

## Amministrazione

### Gemellaggi
- Cuijk, Paesi Bassi

## Industria
L'industria più importante di questa città riguarda la produzione del sale chiamato "Sale Maldon".